# ألبرت ميخايلوف
ألبرت ميخايلوف هو لاعب كرة قدم بيلاروسي، ولد في 15 أكتوبر 2002 في فيتيبسك في بيلاروس. لعب مع FC Energetik-BGU Minsk ‏.